# Oospila minorata
Oospila minorata là một loài bướm đêm trong họ Geometridae.